# Anders Holm

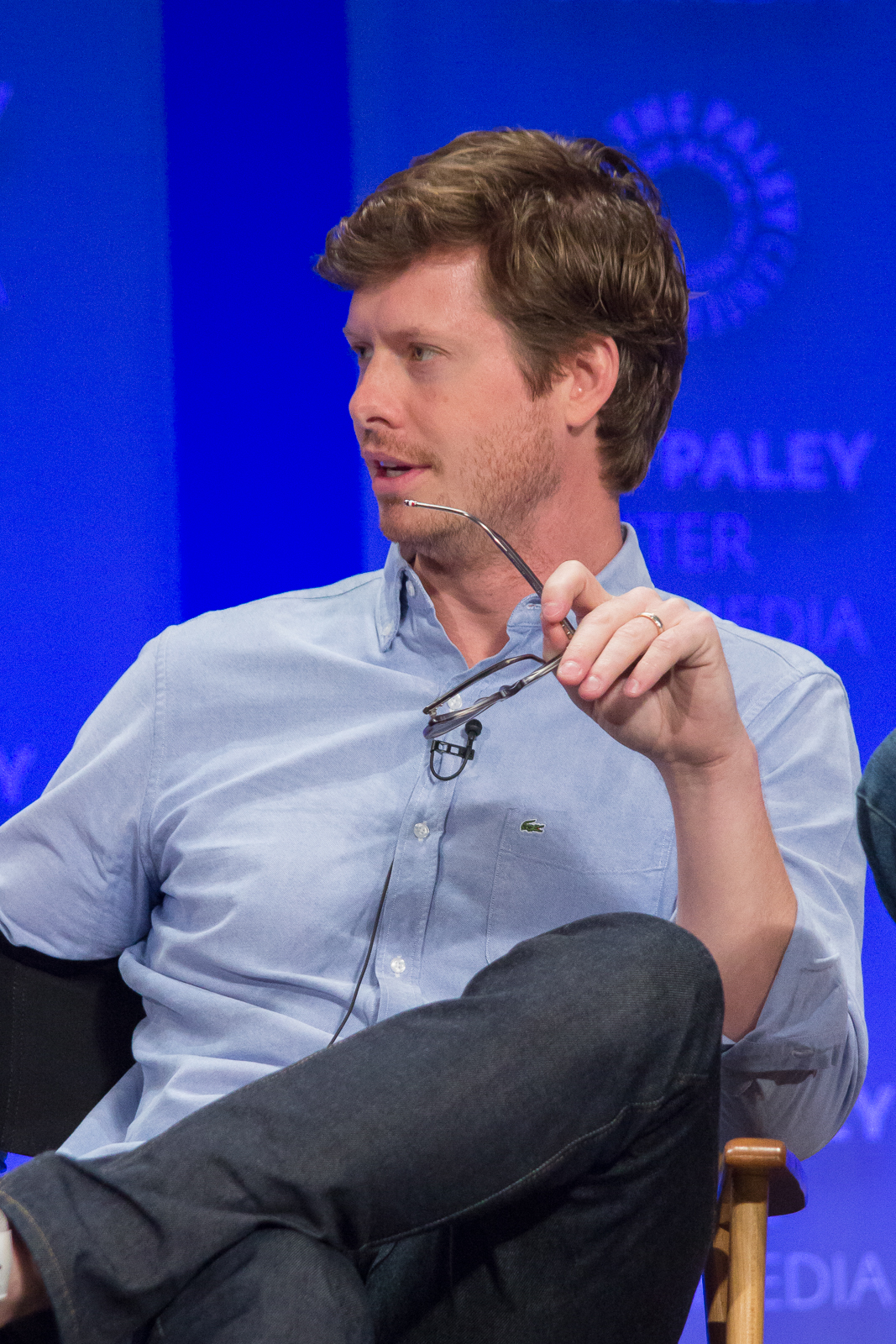
Anders Holm at 2015 PaleyFest

Anders Holm (* 29. Mai 1981 in Evanston, Illinois) ist ein US-amerikanischer Schauspieler, Comedian und Drehbuchautor.

## Leben
Holm wuchs in seiner Heimatstadt Evanston auf. Nach der Highschool machte er seinen Abschluss an der University of Wisconsin–Madison. Dort war er auch Mitglied des Schwimmteams. Danach machte er noch einen Abschluss an der Second City Conservatory in Los Angeles.
Holm ist seit September 2011 mit seiner Collegeliebe Emma Nesper verheiratet. Am 19. Dezember 2013 bekamen die beiden ihren ersten Sohn.

## Karriere
Holm gründete zusammen mit Adam DeVine, Blake Anderson und Kyle Newacheck die Sketch-Comedy Gruppe Mail Order Comedy. Zusammen entwickelten sie die Fernsehserie Workaholics, in der Holm, DeVine und Anderson auch die Hauptrollen spielen und die seit 2011 ausgestrahlt wird. Nebenbei tritt er auch immer wieder in kleineren Rollen in Fernsehserien auf. So trat er 2013 auch in einer Folge der Fernsehserie Modern Family auf und spielte in zehn Folgen eine Rolle in The Mindy Project. Seit 2014 tritt er auch vermehrt in Kinofilmen auf, wie zum Beispiel in Bad Neighbors, The Interview und Man lernt nie aus. In der 2023 erschienenen Serie Monarch: Legacy of Monsters spielt er die junge Version von Bill Randa, der in dem Spielfilm Kong: Skull Island von John Goodman dargestellt wurde.

## Filmografie

### Fernsehserien
- 2006–2008: Crossbows & Mustaches (10 Episoden)
- 2008: The Dude’s House (3 Episoden)
- 2008: 5th Year (5 Episoden)
- 2011: Traffic Light (1 Episode)
- 2011–2017: Workaholics (auch als Drehbuchautor und Produzent)
- 2012: Key & Peele (1 Episode)
- 2013: Modern Family (1 Episode)
- 2013: Arrested Development (1 Episode)
- 2013: High School USA! (1 Episode)
- 2013–2016: The Mindy Project (12 Episoden)
- 2015: Brooklyn Nine-Nine (1 Episode)
- 2022: Inventing Anna
- 2023: Monarch: Legacy of Monsters

### Filme
- 2008: 420 Special: Attack of the Show! from Jamaica
- 2014: Bad Neighbors (Neighbors)
- 2014: Top Five
- 2014: Inherent Vice – Natürliche Mängel (Inherent Vice)
- 2014: The Interview
- 2015: Unexpected
- 2015: Man lernt nie aus (The Intern)
- 2016: How to Be Single
- 2016: Sausage Party – Es geht um die Wurst (Sausage Party, Stimme)
- 2018: Game over, man!
- 2018: Show Dogs – Agenten auf vier Pfoten (Show Dogs, Stimme)
- 2023: Und dann kam Dad